# Fasanenhof (Cappel)
Koordinaten: 51° 8′ 3″ N, 9° 21′ 11″ O
Der Fasanenhof, auch Fasanenhaus, heute eine Wüstung in der Gemarkung von Cappel, einem Stadtteil von Fritzlar im nordhessischen Schwalm-Eder-Kreis, war ein auf die Aufzucht und Hege von Fasanen spezialisiertes Vorwerk des Jagdschlosses Wabern.

## Lage
Der Hof befand sich etwa 5,5 km östlich von Fritzlar und 1 km nordöstlich von Cappel am Südrand des Obersten Holzes bzw. dessen östlichem, „Bonner Holz“ oder „Boner Holz“ genannten Teil. Dort führte der Sälzer Weg oder auch Sälzerweg am Waldrand entlang, eine Salzhandelsstraße von Sooden an der Werra in den Rheingau. Heute ist der Sälzer Weg ein Wanderweg. Die Bundesstraße 254 von Niedermöllrich nach Niedervorschütz führt etwa 800 m östlich vorbei. Das ehemalige Jagdschloss in Wabern liegt etwa 3,5 km südlich.

## Geschichte
Landgraf Karl von Hessen-Kassel ließ 1704 bis 1707 das der Jagd und Erholung gewidmete Schloss in Wabern erbauen. Sehr bald danach wurde auch der Fasanenhof eingerichtet: auf der um 1711–1715 von Johann Georg Schleenstein (1650–1729) angefertigten Karte Nr. 6 der sogenannten Schleenstein’schen Karte der Landgrafschaft Hessen-Kassel ist das Fasan Haus bereits verzeichnet. Im Jahre 1718 ist die Besoldung eines Fasanenwärters namens Wolrad Grebe im Obersten Holz belegt. Daseinszweck des Hofs war die Aufzucht und Hege von Fasanen für das Jagdvergnügen landgräflicher Gäste in Wabern.
Wegen seiner Lage am Sälzerweg erlangte der Hof sehr bald auch den Charakter einer Herberge für durchziehende Salzhändler aus Sooden. Bereits am 1. Juli 1732 wurde dem Förster von Obervorschütz das Bierbrauen “zur Consumtion vermöge gnädigsten Reskripts” zugestanden. Laut den viel später verfassten Aufzeichnungen des 1908–1924 amtierenden Obervorschützer Bürgermeisters Jonas Griesel sollen sich im Fasanenhof auch Burschen und junge Mädchen aus den umliegenden Dörfern alle 14 Tage zum Tanzvergnügen getroffen haben; wann dies der Fall war, ist ungewiss.
Nach dem Tod des Landgrafen Friedrich II. 1785 wurde das Jagdschloss Wabern längere Zeit nicht mehr genutzt und verfiel. Die Fasanenhege im Obersten Holz wurde daher auch eingestellt. Schon im Jahre 1790 erfolgte die Bepflanzung der sogenannten Großen Heide, des Gebiets der einstigen Fasanerie. Die Fasanerie selbst wurde 1794 niedergelegt. Die Gebäude und Plankenwände wurden denjenigen Einwohnern von Wabern überlassen, die durch die Explosion einiger preußischer Pulverwagen Schaden erlitten hatten. Im Jahr darauf wurden die fast 12 Acker (etwa 3 ha) Land der aufgegebenen Fasanerei zum Zweck der Holzzucht verpachtet.

## Heutiger Zustand
Heute erinnert nur noch ein 1971 mit einer Betonplatte versiegelter Brunnen an den Fasanenhof; er diente der Versorgung der Bewohner und Besucher des Hofs und zur Bierbrauerei. Die lange vernachlässigte Brunnenanlage befand sich 2022 in desolatem Zustand, mit Einsturzgefahr. Daher begann Mitte 2023 Hessen-Forst in Zusammenarbeit mit dem Landesamt für Denkmalpflege Hessen und dem Ortsbeirat Cappel mit einer Sanierung und Sicherung des Brunnens. Dabei soll der Brunnenkopf in ungefähr historischer Form neugestaltet werden und über einen Pfad wieder erreichbar sein. Eine Hinweistafel am Waldweg soll über die historischen Hintergründe informieren.